# علي نوير
'علي نوير' شاعرعراقي ولد في البصرة في العراق عام 1950. عضو في اتحاد الأدباء العراقيين ويشغل حاليا منصب رئيس اتحاد أدباء البصرة.

## بداية مشوار الشعر
بدأ كتابة الشعر عام 1969

## حياتة الشعرية
توقف عن النشر طيلة عقدي الثمانينيات والتسعينيات عدا نشره قصيدتين في مجلة (رصيف 2000) وهي مطبوع شبه سري بطريقة الاستنساخ صدر في البصرة عام 1991 وتوقف بعد العدد الأول لأسباب أمنية. وقد عاد الشاعر«علي نوير» للنشر والمساهمة في المشهد الثقافي البصري- العراقي بعد سقوط نظام حكم صدام حسين مباشرة عام 2003 م وهو يعمل في التعليم منذ عام 1975 م.

## منشوراته
- هل أبدل عتمة هذا البحر
- خيول بلا أعنـَّة

## جوائز
- فاز بجائزة صوت الجماهير الادبية عام 1975 مناصفة مع الشاعر والروائي عبد الخالق الركابي

## وصلات خارجية
- علي نوير على موقع أرشيف الشارخ.
- موقع الشاعر علي نوير
- مركز النور
- جريدة المنارة: قراءة في ديوان (هل ابدل عتمة هذا البحر بزرقة روحي)
- دار الحياة : الحراك الثقافي في العراق يواجه صعوبات
- الأدباء العراقيون في ضيافة أدبي جدة
- الثقافة العراقية في 2007: حراك ثقافي ذاتي ورغبة عارمة لإعادة الحياة
- الكتاب والأدباء العراقيون يحتفون بذكرى اليوبيل الفضي لتأسيس اتحادهم
- جريدة الاتحاد: انطولوجيا شعراء البصرة
- منتديات القصة العربية: تأبين سركون بولص في نادي الشعر في البصرة
- الهيئة العامة لاتحاد الأدباء والكتاب في البصرة تؤيد قرار الهيئة الإدارية بانتخاب الشاعر«علي نوير» رئيسا للاتحاد
- الصباح الجديد: اتحاد أدباء البصرة يحتفي بالشاعر فوزي السعد